# 99 Herculis
99 Herculis (b Herculis) é uma estrela na direção da Hercules. Possui uma ascensão reta de 18h 07m 01.61s e uma declinação de +30° 33′ 42.7″. Sua magnitude aparente é igual a 5.05. Considerando sua distância de 51 anos-luz em relação à Terra, sua magnitude absoluta é igual a 4.08. Pertence à classe espectral F7V.